# Vantika Agrawal
Vantika Agrawal (ur. 1 stycznia 2002) – indyjska szachistka. Arcymistrzyni od 2021 roku. Posiadaczka męskiego tytułu mistrza międzynarodowego od 2023 roku.

## Kariera szachowa
W październiku 2016 zdobyła brązowy medal w mistrzostwach świata juniorów w szachach (do lat 14). W sierpniu 2020 wraz z reprezentacją Indii wygrała internetową olimpiadę szachową oraz zdobyła złoty medal w indyjskich mistrzostwach juniorek w szachach kobiet. W tym samym roku wygrała również FIDE Binance Business Schools Supercup. We wrześniu 2021 uzyskała tytuł arcymistrzyni.
Najwyższy ranking w dotychczasowej karierze osiągnęła 1 sierpnia 2023, z wynikiem 2430 punktów.
W 2025 roku została uhonorowana nagrodą Arjuna Award.